# Ultrazwarta galaktyka karłowata

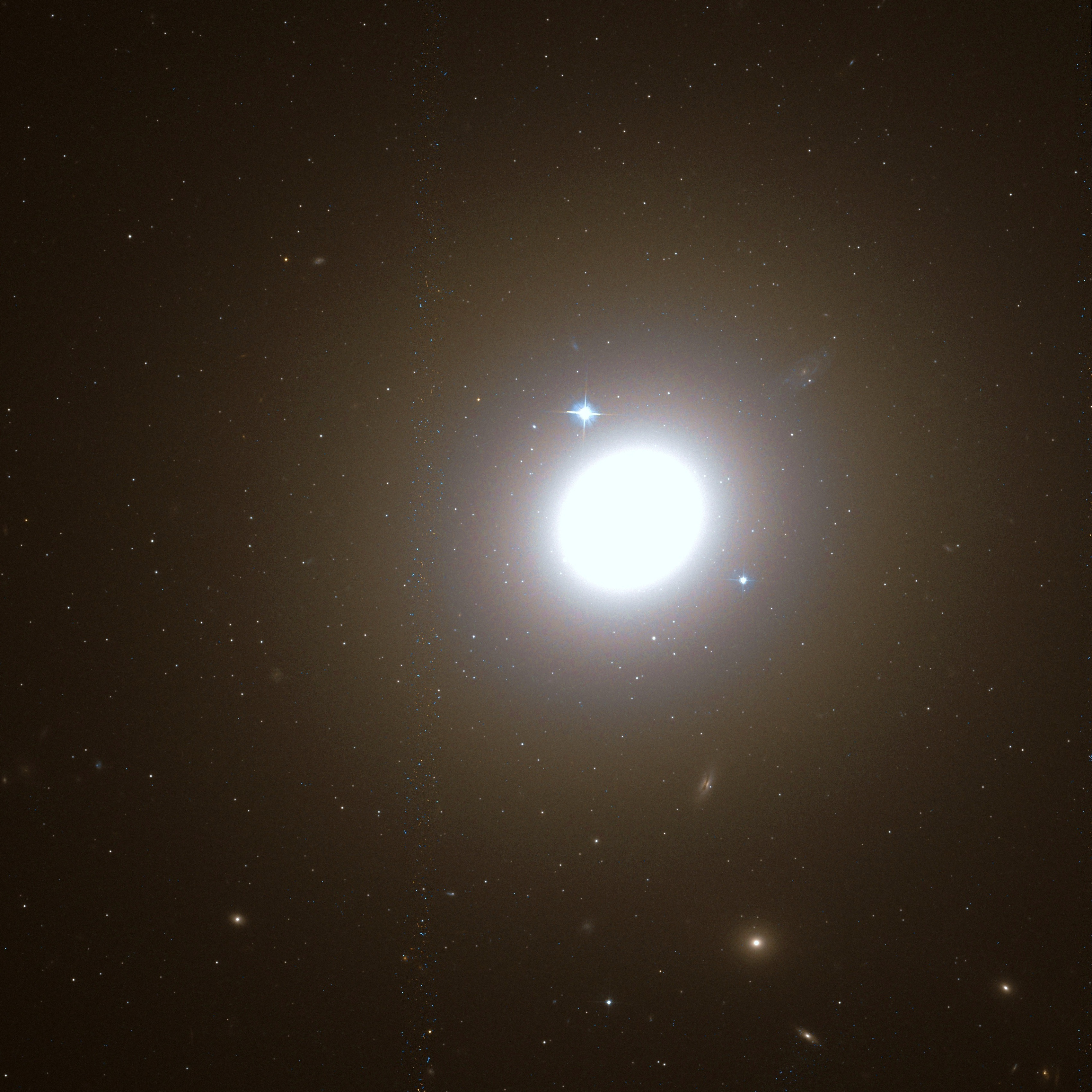
Gromada galaktyk w gwiazdozbiorze Pieca – obserwacja tego obszaru nieba przyczyniła się do odkrycia siedmiu UCD

Ultrazwarta galaktyka karłowata (ang. Ultra Compact Dwarf, UCD) – typ obiektów astronomicznych o stosunkowo niewielkich rozmiarach, składających się z wielu, bardzo blisko siebie położonych gwiazd, odmiana galaktyki karłowatej. Typowa ultrazwarta galaktyka karłowata ma średnicę ok. 1/1000 średnicy Drogi Mlecznej.

## Odkrycie
Pierwsze obiekty UCD zostały odkryte przypadkowo w 1999 roku, gdy dr Steven Phillips z University of Bristol dokonał pomiarów przesunięcia ku czerwieni szeregu obiektów położonych w linii gwiazdozbioru Pieca. Przesunięcie ku czerwieni pozwala ocenić prędkość oddalania się obiektu od obserwatora, a pośrednio także odległość, w jakiej znajduje się obiekt. W kosmologii przyjmuje się bowiem, że Wszechświat rozszerza się jednorodnie niczym rosnące ciasto drożdżowe (zob. prawo Hubble’a), zatem prędkość wzajemnego oddalania się obiektów jest w przybliżeniu proporcjonalna do ich wzajemnej odległości. Steven Phillips stwierdził, że część obiektów, które wcześniej uważano za gwiazdy leżące w naszej Galaktyce, oddala się z prędkością odpowiadającą odległości 60 milionów lat świetlnych od Ziemi. Odkryte obiekty uznano za należące do nieznanego wcześniej typu galaktyk o bardzo małych rozmiarach.

## Hipotezy
Przypuszcza się, że UCD powstały w młodym Wszechświecie w wyniku kolizji galaktyk lub ich zewnętrzne gwiazdy zostały oderwane przez siły pływowe w czasie ich przejścia przez gęste gromady gwiazdowe. Zaobserwowano także powstawanie galaktyk tego typu z materii gazowej, która powstała we wczesnym etapie formowania się Wszechświata; w tego typu obiektach nie zaobserwowano skupisk ciemnej materii, wokół której zazwyczaj tworzą się galaktyki.
Nie jest do końca rozstrzygnięte, dlaczego obiekty tego typu nie emitują tyle światła, ile powinny emitować, biorąc pod uwagę łączną masę wszystkich znajdujących się w nich gwiazd. „Brakujące światło” tłumaczono dotychczas obecnością w galaktykach ciemnej materii, ale można to również tłumaczyć warunkami, w jakich powstały te obiekty – w momencie ich powstawania na jeden sześcienny rok świetlny przypadało nawet do miliona gwiazd (dla porównania, obecnie w pobliżu Słońca w takiej przestrzeni znajduje się przeciętnie tylko jedna gwiazda). Tak blisko położone gwiazdy czasami łączyłyby się w jedną, większą gwiazdę. Bardziej masywne gwiazdy znacznie szybciej spalają swoją materię, co ostatecznie doprowadza do wybuchu supernowej i powstania bezpośrednio niewidocznych czarnych dziur czy gwiazd neutronowych.

## Kolejne odkrycia
Po odkryciu UCD astronomowie zastanawiali się nad stopniem wyjątkowości obiektu odkrytego przez Phillipsa. Zwrócenie teleskopów wyposażonych w spektrometry (pozwalające na pomiar przesunięcia ku czerwieni) w inne obszary nieba doprowadziło w krótkim czasie do kolejnych odkryć. Według Phillipsa świadczy to o dużej powszechności galaktyk UCD. Ich wcześniejsze przeoczenie wynika z tego, że podczas obserwacji przez zwykły teleskop obiekty te przypominają typowe, pojedyncze gwiazdy widoczne w sąsiednich obszarach pola obserwacji.
Ultrazwarte galaktyki karłowate zostały odkryte między innymi w gromadach w Pannie, w Piecu oraz Abell 1689.